# Iod monochloride
Iod monchloride là một hợp chất liên halogen có công thức ICl. Nó là một hợp chất hóa học màu nâu đỏ tan chảy ở gần nhiệt độ phòng. Do sự khác biệt về độ âm điện của iod và chlor, phân tử này có tính phân cực cao và hoạt động như một nguồn I+. Được phát hiện vào năm 1814 bởi Gay-Lussac, iod monchloride là hợp chất liên halogen đầu tiên được phát hiện. 

## Điều chế
Iod monochloride được sản xuất đơn giản bằng cách kết hợp các halogen theo tỷ lệ mol 1:1, theo phương trình
I
2 + Cl
2  →  2 ICl
Khi khí chlor đi qua tinh thể iod, người ta quan sát thấy hơi màu nâu của iod monchloride. Thu được chất lỏng iod monchloride màu nâu sẫm. Lượng chlor dư chuyển hóa iod monchloride thành iod trichloride theo phản ứng thuận nghịch:
ICl + Cl
2  ⇌  ICl
3

## Đa hình
ICl có hai đa hình; α-ICl, tồn tại dưới dạng hình kim đen (màu đỏ bởi ánh sáng truyền qua) với nhiệt độ nóng chảy là 27,2 °C và β-ICl, tồn tại dưới dạng hình tiểu cầu màu đen (màu nâu đỏ bởi ánh sáng truyền qua) với nhiệt độ nóng chảy 13,9 °C.
Trong cấu trúc tinh thể của cả hai dạng đa hình, các phân tử được sắp xếp theo chuỗi ngoằn ngoèo. β-ICl là đơn tà với nhóm không gian P21/c.

## Phản ứng và sử dụng
Iod monchloride hòa tan trong các acid như HF và HCl nhưng phản ứng với nước tinh khiết tạo thành HCl, iod và acid iod :
ICl + H
2O  →  HCl + HI + 1⁄2O2
2 ICl + H
2O  →  2 HCl + I
2 + 1⁄2O2
5 ICl + 3 H
2O  →  5 HCl + HIO
3 + 2 I
2
ICl là thuốc thử hữu ích trong các tổng hợp hữu cơ. Nó được sử dụng như một nguồn iod điện di trong quá trình tổng hợp một số iodide ái lực với điện từ. Nó cũng chia tách liên kết C–Si.
ICl cũng được thêm vào liên kết đôi trong alken để tạo ra alkan chlor-iod.
RCH=CHR′ + ICl → RCH(I)–CH(Cl)R′
Khi các phản ứng như vậy được tiến hành với sự có mặt của natri azide, sẽ thu được iodo-azide RCH(I)–CH(N3)R′.
Dung dịch Wijs, iod monochloride hòa tan trong acid acetic, được sử dụng để xác định giá trị iod của một chất.
Nó cũng có thể được sử dụng để điều chế iodat bằng phản ứng với chlorat. Chlor được giải phóng dưới dạng sản phẩm phụ.
Iod monochloride là một acid Lewis tạo thành các chất cộng 1:1 với các bazơ Lewis như dimethylacetamide và benzen.